# علي حسين برجي
علي حسين برجي (تُوفي في 9 يناير 2024): كان مقاتلًا لبنانيًا وقائد القوات الجوية لحزب الله في جنوب لبنان. قُتل في غارة جوية إسرائيلية على خربة سلم، لبنان، خلال هجمات حزب الله على إسرائيل (2023 -الآن)

## المسيرة العسكرية
لعب علي برجي دوراً رئيسياً في تطوير نظام الطائرات الانتحارية المسيرة لحزب الله. خلال الحرب الأهلية السورية، كان أحد كبار مسؤولي حزب الله المشاركين في القتال في محافظة إدلب. قام برجي بتنظيم العديد من الهجمات بالطائرات المسيرة على القوات الإسرائيلية خلال اشتباكات حزب الله وإسرائيل (2023–الآن). ومن أبرز العمليات التي قادها، الهجوم على قاعدة جوية إسرائيلية في جبل الجرمق في 6 يناير 2024، واستهدف مقر قيادة القيادة الشمالية الإسرائيلية في صفد في 9 يناير 2024.

## الوفاة
في 9 يناير 2024، قُتل في غارة جوية إسرائيلية أثناء حضوره جنازة وسام الطويل، وهو قائد كبير آخر في حزب الله؛ قُتل في اليوم السابق. ذكرت إسرائيل أن مقتله كان ردًا على هجوم الطائرات بدون طيار في صفد؛ الذي وقع في وقت سابق من ذلك اليوم.